# Gabriel de Andrade
Gabriel de Andrade (Oliveira, Minas Gerais, 24 de janeiro de 1889 – Rio de Janeiro, 19 de outubro de 1939) foi um médico brasileiro.
Doutorado pela Faculdade de Medicina do Rio de Janeiro em 1913, defendendo a tese “Kistectomia Larga na Operação de Catarata”. Foi eleito membro da Academia Nacional de Medicina em 1924, sucedendo Érico Marinho da Gama Coelho na Cadeira 16, da qual é patrono.